# J. Wight Giddings
Jabez Wight Giddings (* 27. September 1858 in Romeo, Michigan; † 1. Juli 1933 in Taos, New Mexico) war ein US-amerikanischer Politiker. Zwischen 1893 und 1895 war er Vizegouverneur des Bundesstaates Michigan.
Die Quellenlage über Wight Giddings ist sehr schlecht. Er lebte zumindest zeitweise in Cadillac im Wexford County. Beruflich war er Rechtsanwalt; politisch gehörte er der Republikanischen Partei an. Zwischen 1887 und 1890 saß er im Senat von Michigan. Im Jahr 1892 wurde Giddings an der Seite von John Tyler Rich zum Vizegouverneur seines Staates gewählt. Dieses Amt bekleidete er zwischen 1893 und 1895. Dabei war er Stellvertreter des Gouverneurs und Vorsitzender des Staatssenats. Später zog er nach Taos in New Mexico, wo er am 1. Juli 1933 starb.